# Matías el Pintor (sinfonía)
La sinfonía Matías el pintor (Mathis der Maler) de Paul Hindemith compuesta a partir de su ópera homónima está inspirada en una obra del pintor Matthias Grünewald, autor del retablo de la Iglesia de Issenheim. Cada uno de los tres movimientos de la sinfonía lleva el título de un panel del retablo. Fue estrenada el 12 de marzo de 1934 por la Orquesta Filarmónica de Berlín dirigida por Wilhelm Furtwängler en la capital alemana y su duración es aproximadamente de unos 25 minutos.

## Estructura
- Concierto de ángeles (Engelkonzert)
- Misa de tumba (Grablegung)
- Tentación de San Antonio (Versuchung des heiligen Antonius)